# Inga tysonii
Inga tysonii är en ärtväxtart som beskrevs av T.S.Elias. Inga tysonii ingår i släktet Inga och familjen ärtväxter. Inga underarter finns listade i Catalogue of Life.